# Partage des vêtements de Jésus

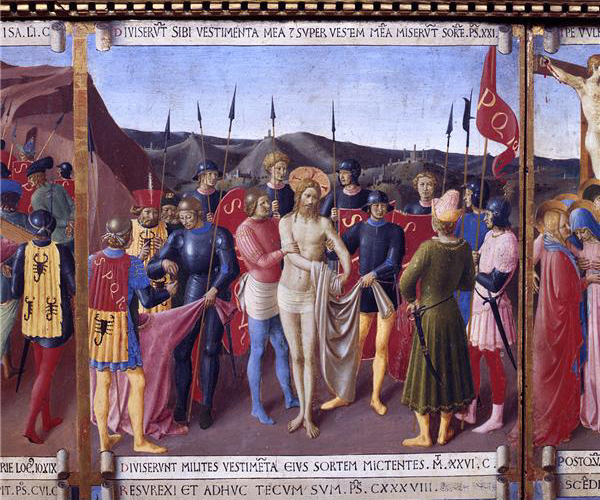
Christ dépouillé de ses vêtements, Armadio degli Argenti de Fra Angelico (1451-1453) : la devise SPQR sur les tabars, les boucliers et l'oriflamme évoquent l'autorité romaine.

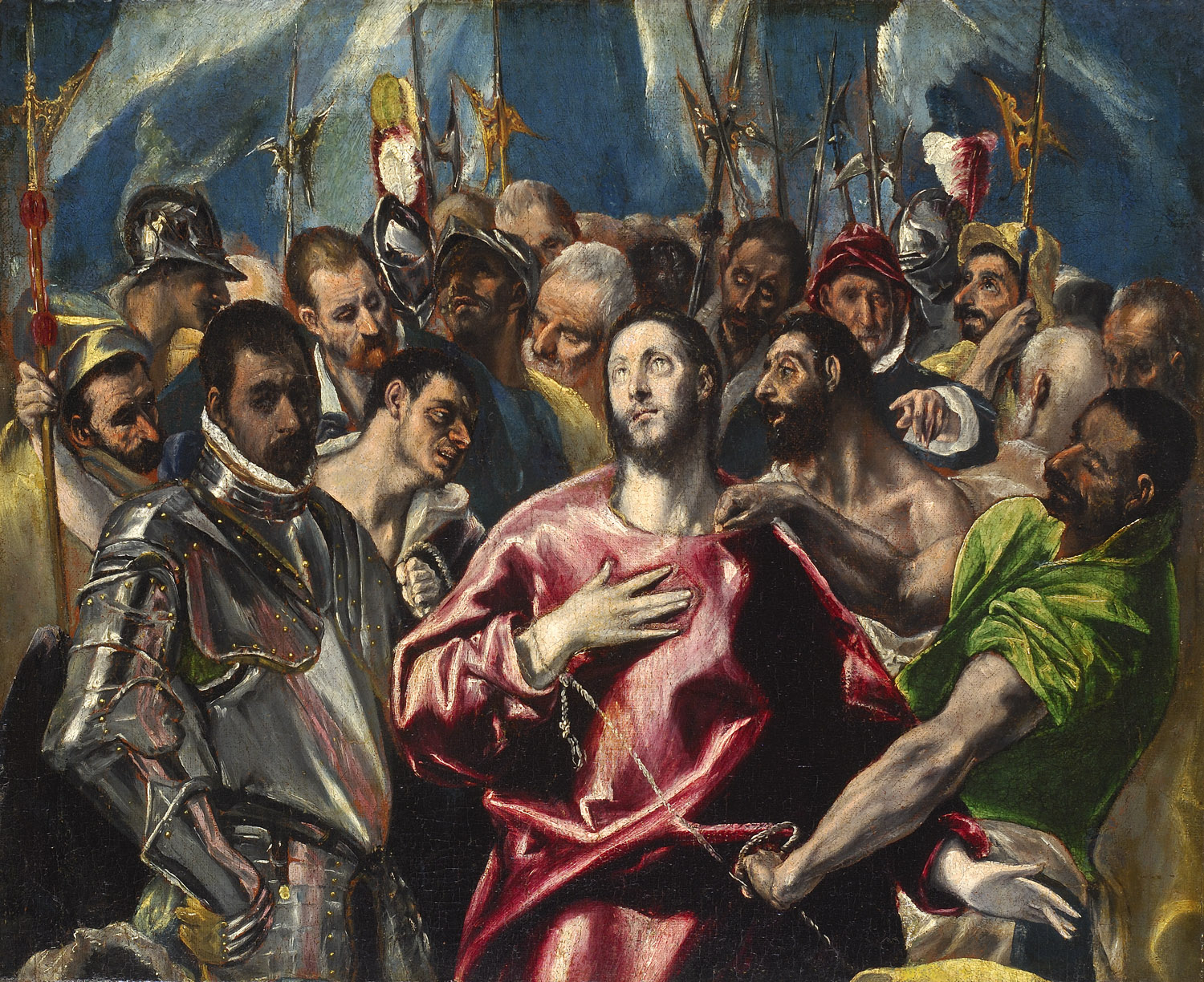
El expolio du Greco (1581-1586) : le Christ va être dépouillé de ses vêtements, comme les deux larrons derrière lui.

Le partage des vêtements de Jésus est l'un des épisodes de la Passion du Christ dans lequel des soldats romains se partagent les vêtements du Christ et tirent au sort sa tunique inconsutile (sans couture). Dans le Nouveau Testament, il correspond à la troisième scène de la péricope de la Crucifixion de Jésus.

## Les sources

### Les quatre récits
Les trois évangiles synoptiques qui relatent le partage des vêtements en Mc 15,24 (en), Mt 27,35 (en) et Lc 23, 34 (en), restent vagues dans leur description. Le chapitre 19 (en) de l'évangile selon Jean spécifie quant à lui quelle pièce de vêtement attire la convoitise des quatre soldats.

« Ils le crucifièrent, et se partagèrent ses vêtements, en tirant au sort pour savoir ce que chacun aurait. »

— Mc 15, 24

« Après l’avoir crucifié, ils se partagèrent ses vêtements, en tirant au sort, afin que s’accomplît ce qui avait été annoncé par le prophète : Ils se sont partagé mes vêtements, et ils ont tiré au sort ma tunique. »

— Mt 27, 35

« Jésus dit : Père, pardonne-leur, car ils ne savent ce qu’ils font. Ils se partagèrent ses vêtements, en tirant au sort. »

— Lc 23, 34

« Les soldats, après avoir crucifié Jésus, prirent ses vêtements, et ils en firent quatre parts, une part pour chaque soldat. Ils prirent aussi sa tunique, qui était sans couture, d’un seul tissu depuis le haut jusqu’en bas. Et ils dirent entre eux :
Ne la déchirons pas, mais tirons au sort à qui elle sera. Cela arriva afin que s’accomplît cette parole de l’Écriture : Ils se sont partagé mes vêtements, et ils ont tiré au sort ma tunique. Voilà ce que firent les soldats. »

— Jn 19, 23-24

### Exégèse
Les quatre Évangiles canoniques relatent des événements relatifs à la Passion, mais selon l'historien protestant Étienne Trocmé, ils ne constituent pas des sources absolument fiables : ces récits étaient intégrés dans un rituel ou un culte rendu à Jésus-Christ, et ne visaient pas la fidélité au réel : « La quadruple narration de ces dramatiques journées que nous donnent les Évangiles du Nouveau Testament remonte à un archétype composé à Jérusalem peu d'années après l'événement. Mais ce texte, destiné à être lu lors des célébrations solennelles avec les pèlerins gagnés à la foi chrétienne, est plus liturgique qu'historique et ne nous donne qu'une image très imparfaite et très biaisée de ce qui s'est passé durant ces tragiques journées ».
Le partage des vêtements est une coutume depuis longtemps établie un peu partout dans le monde à l'époque (c'est même une loi romaine, De bonis damnatorum), les habits des condamnés appartenant de droit aux bourreaux dont c'est le petit bénéfice. Si cette scène qui fait partie du récit de la Passion du Christ est très vraisemblable, elle a aussi une visée théologique manifeste car elle correspond, par le procédé de l'intertextualité, à l'accomplissement d'une prophétie de Ps 22. 18 (« Ils ont partagé mes vêtements, et ils ont tiré ma robe au sort »),. Il est de plus très probable que les bourreaux aient dépouillé Jésus de ses habits avant la crucifixion car la dénudation est une humiliation supplémentaire de la part des Romains. Il n'est cependant pas possible de savoir si la dénudation était totale (retrait même du michrasim, le caleçon en toile) ou partielle,. Un évangile apocryphe, les Actes de Pilate, précise que Jésus sur la croix est ceint d'un subligaculum, cache-sexe minimaliste réduit à une fine bande de tissu nouée autour de la taille et des cuisses.
Seul l'évangile johannique précise que le peloton d'exécution est formé, en conformité avec les règles romaines, par un quaternion, groupe de quatre soldats. Il est le seul aussi à faire référence à l'habillement habituel des Juifs aux temps d'Hérode. Ils portent sous le manteau (simba) deux tuniques : une épaisse de dessus (chetoneh, robe du type himation), une légère par-dessous (sadin, chemise du type chiton). Le partage a ainsi impliqué ces tuniques mais peut-être aussi les sandales du Christ, sa ceinture et son caleçon.
Le texte johannique met en exergue la tunique sans couture qui peut renvoyer à la dignité sacerdotale du Christ ou à l'unité de l'Église. Le professeur de Nouveau Testament Jean Zumstein privilégie la seconde interprétation. Selon ce théologien protestant, la thématique sacerdotale ne joue pas de rôle dans la christologie johannique alors que la logique narrative de l’Évangile selon Jean met l'accent sur l'unité ecclésiale.
Aucun des évangiles n'indique quel tirage au sort est effectué : plusieurs jeux de hasard prisés des Romains ont été évoqués, tels que le jeu de dés ou la morra utilisant les doigts.

## Iconographie
La brièveté des récits évangéliques a laissé la porte ouverte à l'interprétation iconographique sur ce partage : les artistes représentent Jésus-Christ au pied de sa croix ou sur elle, divergent sur le nombre de soldats ou la méthode de partage, les soldats jouant la tunique aux dés ou se la disputant. La crucifixion étant une scène humiliante, l'art chrétien n'a représenté cet épisode de Jésus dépouillé de ses vêtements qu'à partir du VIe siècle. L'iconographie syrienne privilégie la représentation de deux soldats (au lieu de quatre) qui se disputent la tunique. Dans l'Occident chrétien, les artistes prennent l'habitude à partir du XIVe siècle, de représenter cette scène de « tirage au sort » sous la forme d'une partie de dés, parfois symbolisée uniquement par un gobelet. Certains peintres s'inspirent d'autres passages brefs du récit évangélique de la Passion (Mc 15, 17 ; Mt 27, 28 ; Lc 23, 11 ; Jn 19, 2), tel Le Partage de la tunique du Christ du Greco qui représente Jésus avec la chlamyde écarlate dont l'a affublé la soldatesque par dérision lors du procès devant Pilate,.
Les artistes contemporains se sont également emparés de ce thème, tels Renato Guttuso ou Picasso. Dans La Crucificion de ce dernier, datée du 7 février 1930, les légionnaires jouent aux dés la tunique du Christ sur un tambour.

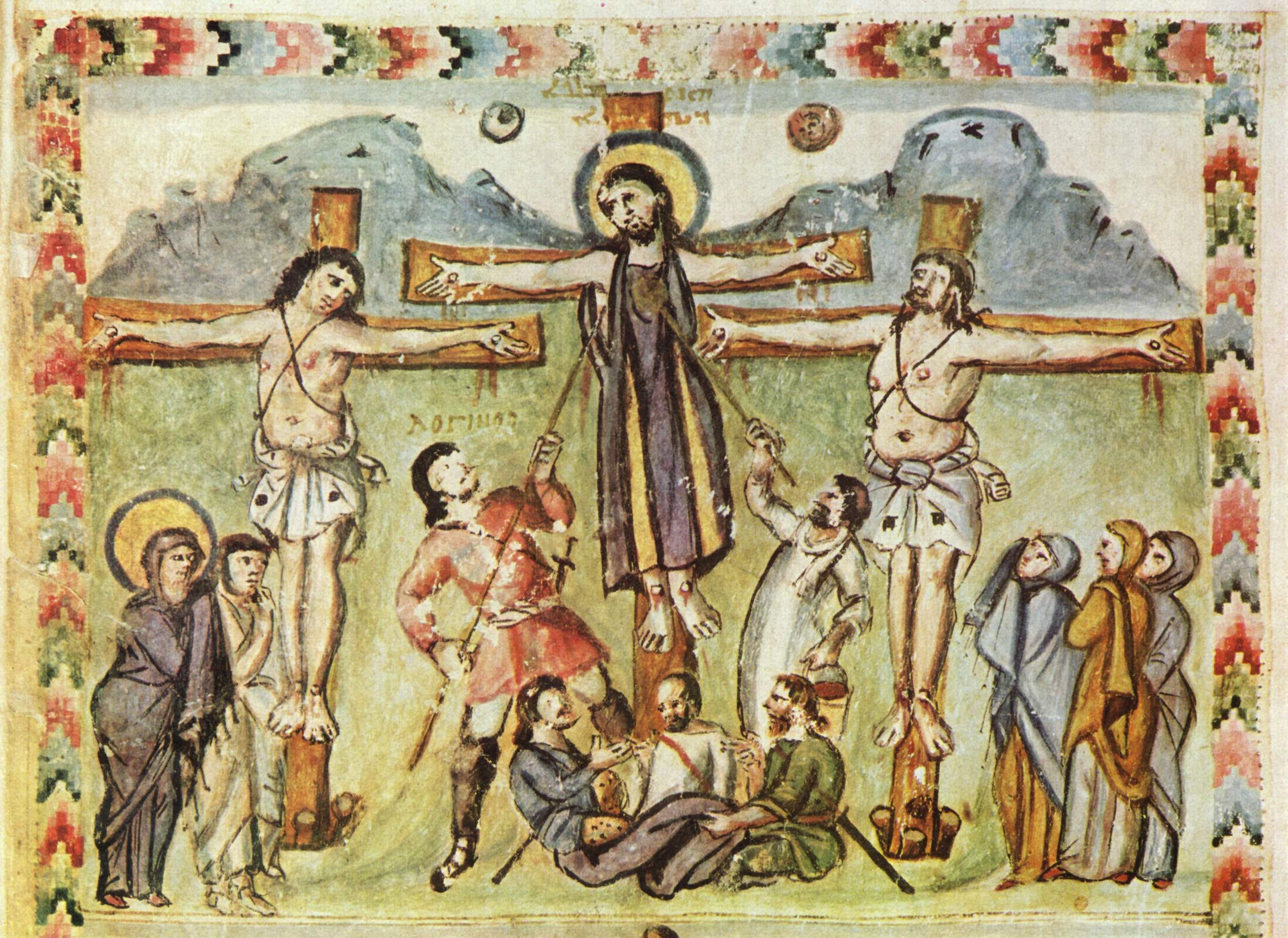
Évangéliaire de Rabula (VIe siècle) : au pied de la croix, assis en tailleur, trois soldats indifférents jouent aux dés la tunique[20].
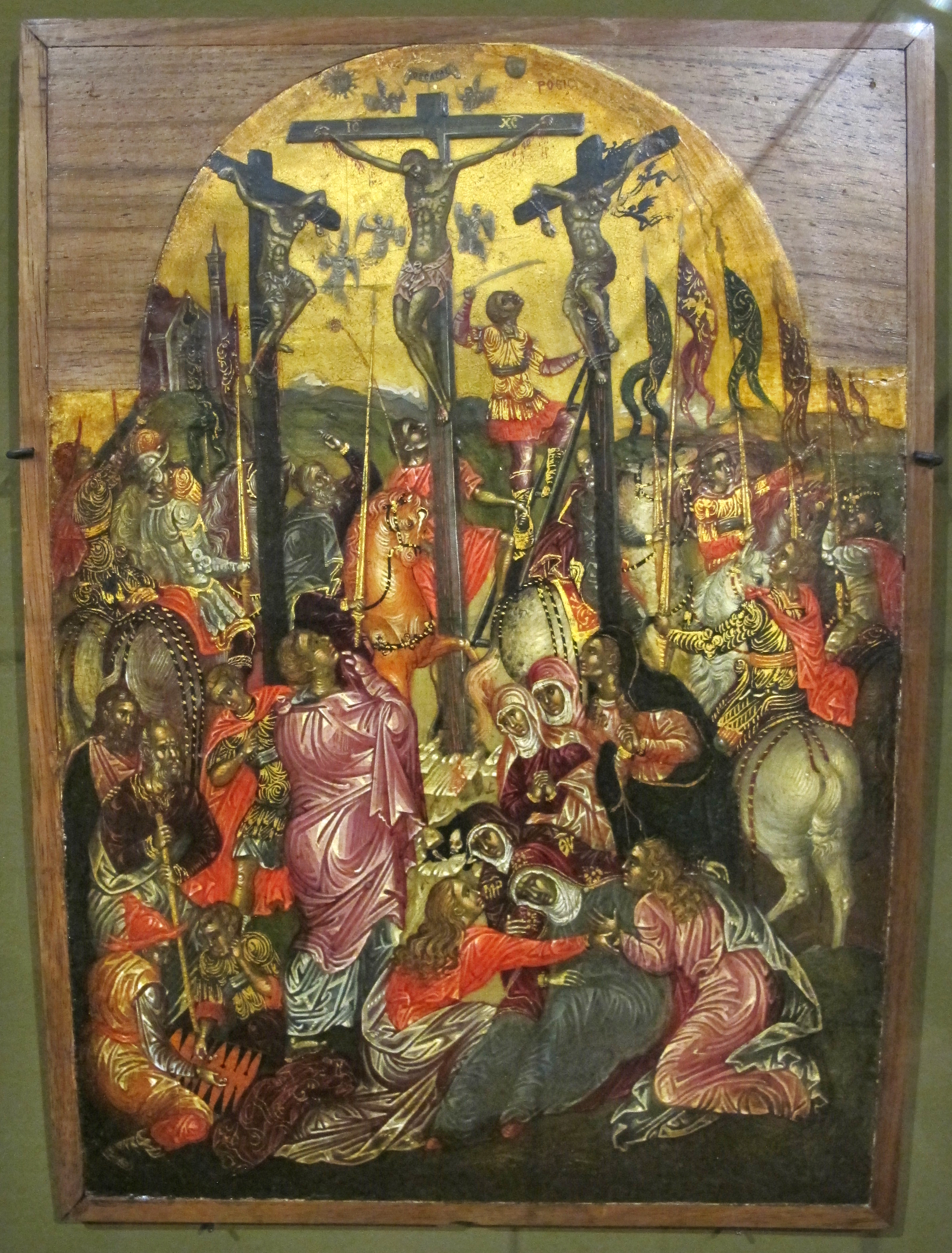
Icône de l'école crétoise (1590-1610 ca) dans laquelle deux soldats jouent aux dés les habits sur un tablier de trictrac.
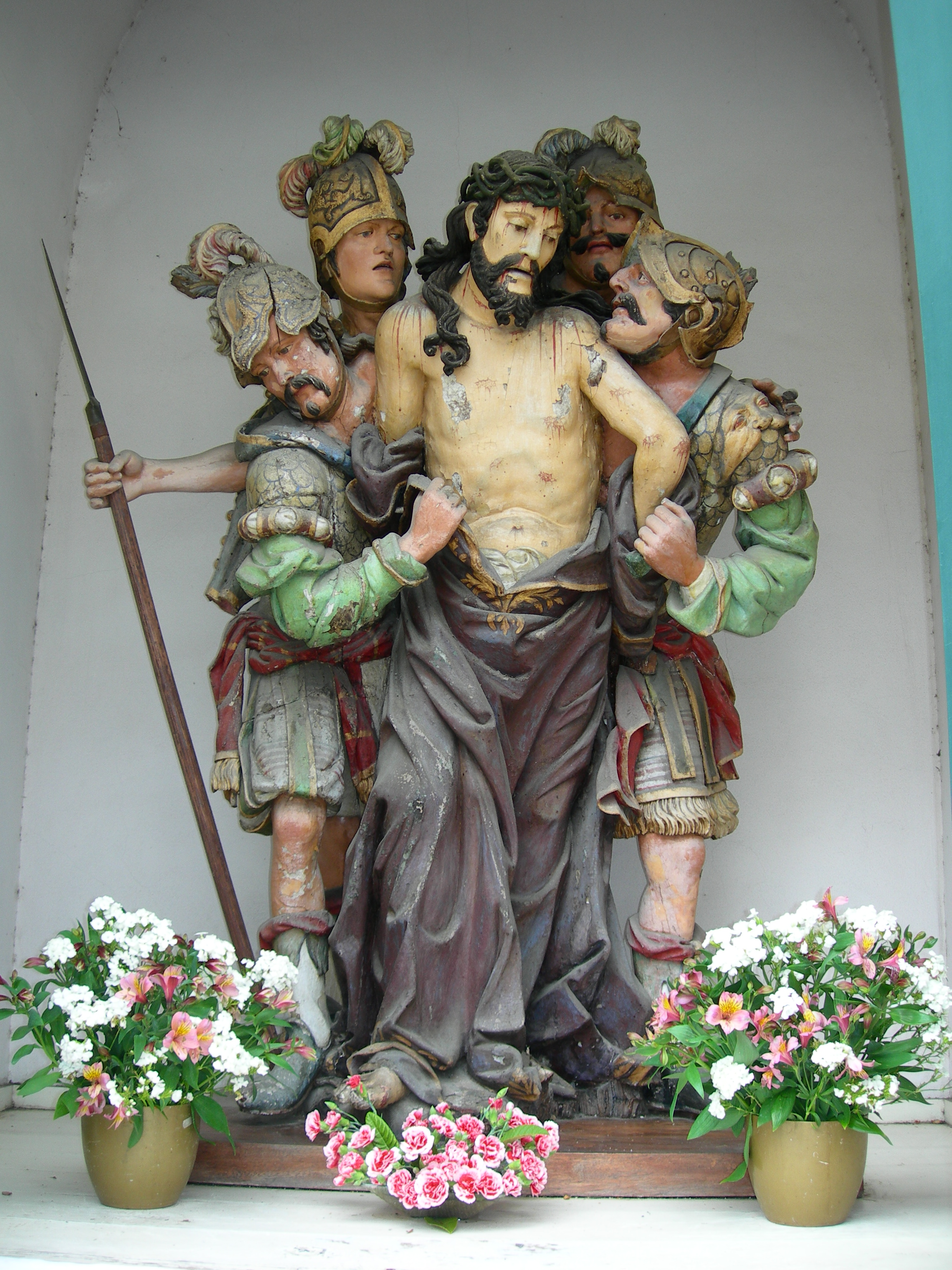
Sculpture du XVIIIe siècle représentant le quaternion.